# Collis P. Huntington State Park

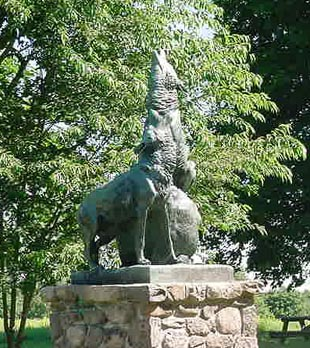
Wolfsstatue im Park

Der Collis P. Huntington State Park ist ein State Park im Fairfield County in Connecticut, USA. Der Park ist 412 Hektar groß und erstreckt sich über drei Städte: Redding, Newtown und Bethel. Der Park besteht aus dichtem Waldland, Wiesen, Feldern und fünf Teichen.
Namensgebend für den Park war der Eisenbahnmagnat Collis P. Huntington, der in Harwinton, Connecticut, geboren wurde. Seine Erben haben den Park gestiftet. Ein besonderes Charakteristikum des Parks sind Skulpturen von Bären und Wölfen der Künstlerin Anna Hyatt Huntington.
Der Park war ursprünglich im Privatbesitz und wurde 1973 für die Öffentlichkeit geöffnet.

## Aktivitäten
Der Collis P. Huntington State Park hat Wege fürs Wandern und fürs Reiten sowie Strecken fürs Mountain Biking und fürs Skilanglaufen. Die Teiche können zum Rudern und Fischen genutzt werden. Eine Besonderheit ist die Rotwildjagd mit Pfeil und Bogen von Mitte September bis zum Jahresende.